# Orkan Kyrill
Orkan Kyrill (możliwe spolszczenia Kirył lub Cyryl) – orkan, który od 16 do 19 stycznia 2007 roku pustoszył Europę Zachodnią i Środkową.
Nazwa została nadana 17 stycznia 2007 przez instytut meteorologiczny Wolnego Uniwersytetu Berlińskiego.

## Europa

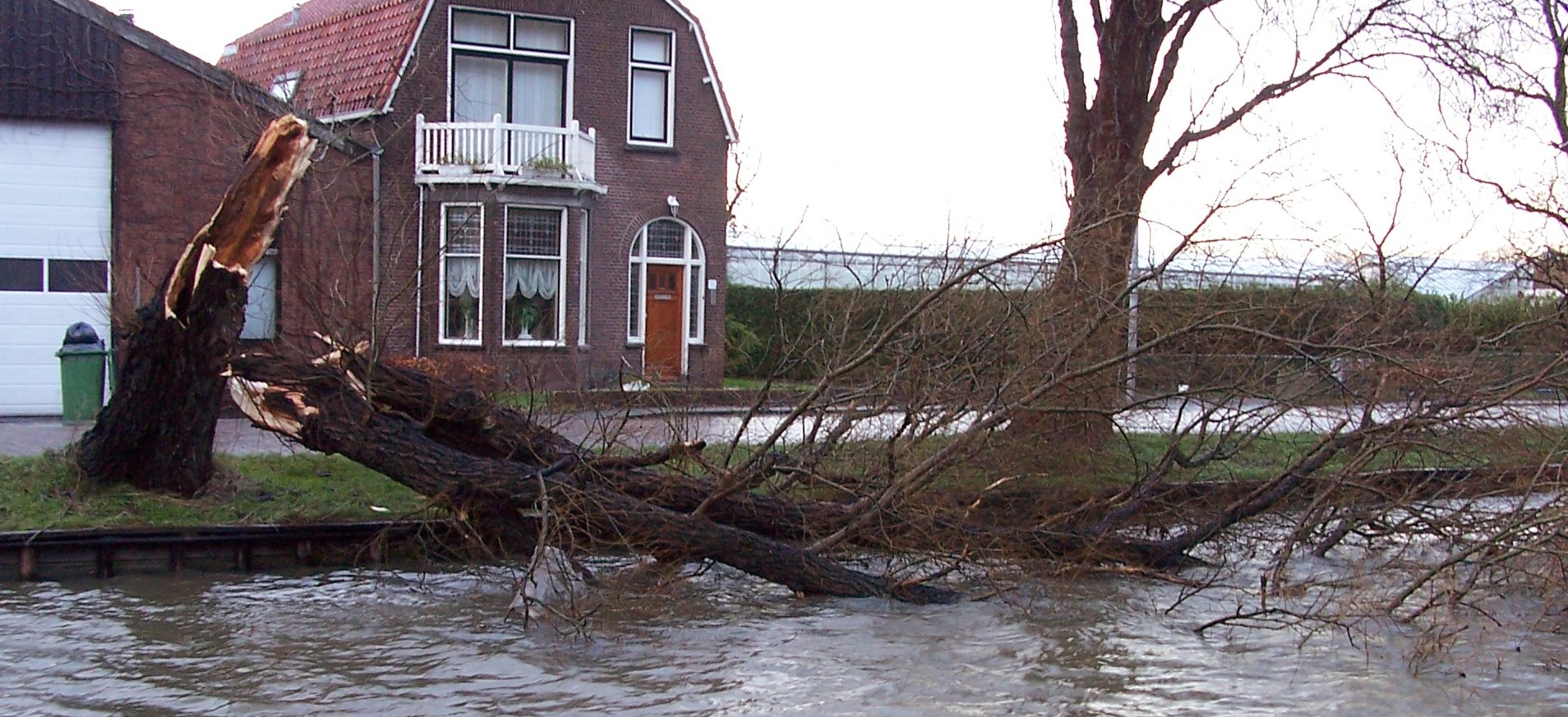
Skutki huraganu w Delfcie (Holandia)

Początkowo Kyrill był niżem barycznym, który rozwinął się w europejski huragan (orkan). Niż uformował się nad Nową Fundlandią 15 stycznia 2007, przesunął się przez Atlantyk i dotarł do Wielkiej Brytanii 17 stycznia, gdzie spowodował śmierć 12 osób (w tym kierowcy ciężarówki, która przewróciła się na drodze A1 niedaleko Leeds i uderzyła w podporę wiaduktu) i znaczne straty materialne. Po przejściu przez północną Francję, Holandię, Belgię i Luksemburg, 18 stycznia 2007 huragan dotarł do Niemiec, gdzie wystąpiły również silne trąby powietrzne. Szczególnie dotkniętym przez kataklizm regionem okazało się pogranicze landów Saksonia i Brandenburgia oraz rejon miasta Wittenberga. Wichura spowodowała awarię sieci energetycznej, która dotknęła 52.000 gospodarstw domowych. Spowodował też uszkodzenia wielu budynków, w tym m.in. budynku stacji Hauptbahnhof w Berlinie. Następnie huragan uderzył z ogromną siłą w Polskę, Czechy, Słowację, Austrię i kraje nadbałtyckie. Po przejściu przez centralną Europę orkan Kyrill znacznie osłabł.

## Polska

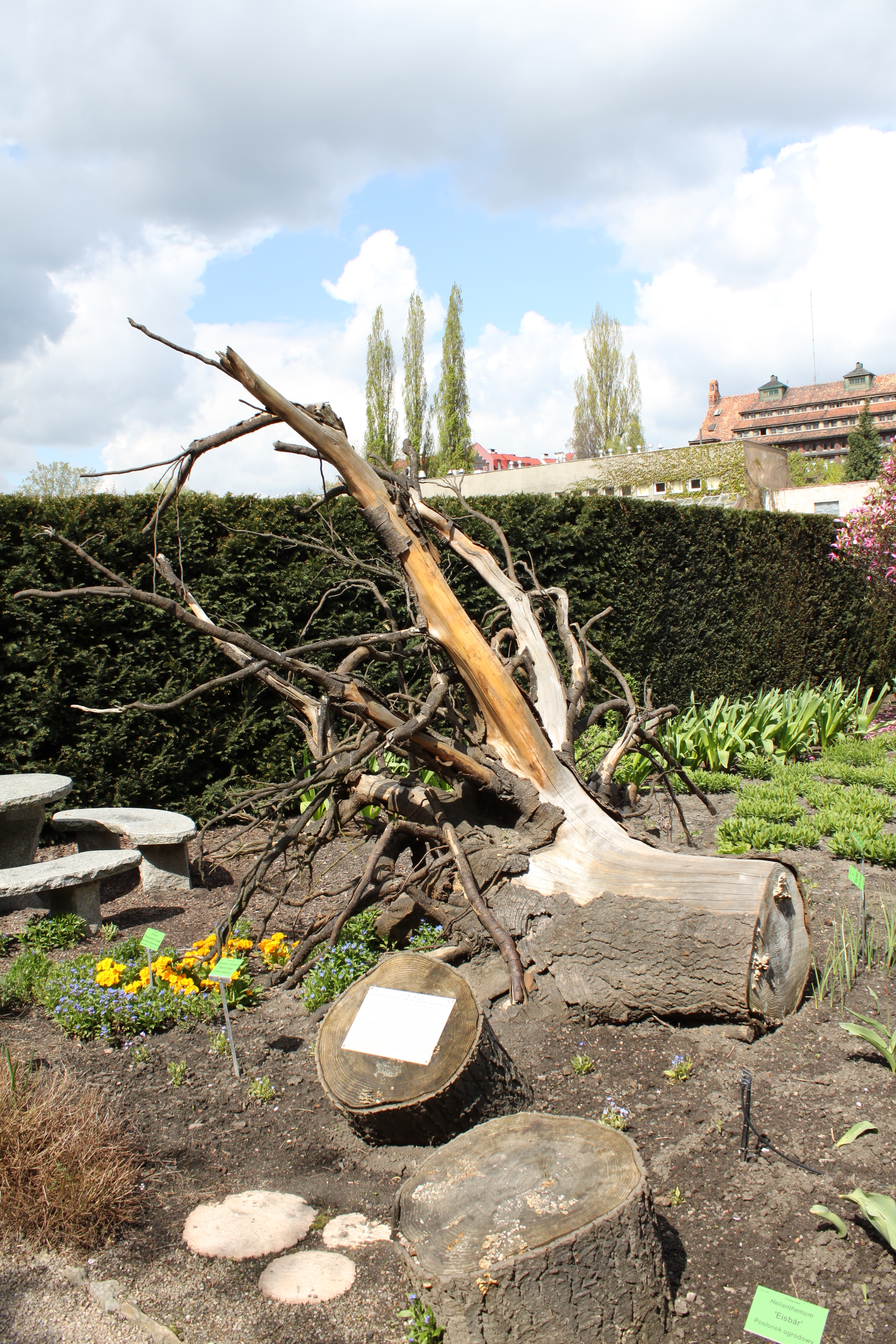
Korzenie powalonej przez huragan Kyrill 65-70 letniej jodły Lowa w Ogrodzie Botanicznym we Wrocławiu

18 stycznia silne wiatry pojawiły się także w Polsce. W Katowicach w ciągu dnia wiatr złamał 25-metrową konstrukcję dźwigu, na skutek czego zginął jego operator, a inna osoba została ciężko ranna. Huraganowi towarzyszyły również inne zjawiska, np. około 23.00 18 stycznia nad Górnym Śląskiem w pasie od Wodzisławia Śląskiego po Gliwice przeszły ulewy, potężne gradobicia oraz gwałtowna burza z wyładowaniami atmosferycznymi – zjawiska rzadko spotykane o tej porze roku, a związane tego dnia ze zjawiskiem derecho. Burze z wyładowaniami atmosferycznymi i gradem przeszły też nad Dolnym Śląskiem (m.in. Jelenia Góra, Legnica, Wrocław, Kłodzko, Wałbrzych), Śląskiem Opolskim i Małopolską, a wyładowania były niemal tak silne, jak podczas letnich burz, w okolicy Oławy wystąpiła też trąba powietrzna o sile EF2 powiązana z układem. W ciągu nocy wiatr przekraczał miejscami 150 km/h. Rekord odnotowano na Śnieżce, gdzie na wiatromierzu zabrakło skali (maksymalne możliwe wskazanie – 250 km/h). Nad gminą Andrespol na wschód od Łodzi przeszła trąba powietrzna, powodując zerwanie kilkunastu dachów z budynków. Od poranka 18 stycznia do godziny 10:00 19 stycznia straż pożarna interweniowała w całym kraju ponad 12 tys. razy. Autostrada A2 była przez dłuższy czas zablokowana z powodu zniszczonych przez wiatr lamp. W całej Polsce około milion domostw było przez dłuższy czas bez prądu. W wielu miejscach wystąpiły też opady gradu.
Na terenie Polski naliczono 6 ofiar śmiertelnych i 36 rannych w wyniku oddziaływania huraganu.